# Terkesi
Terkesi is een bestuurslaag in het regentschap Grobogan van de provincie Midden-Java, Indonesië. Terkesi telt 5773 inwoners (volkstelling 2010).